# 金城街道 (哈尔滨市)
金城街道是中国黑龙江省哈尔滨市阿城区下辖的一个街道。